# Porto Rico ai XXIV Giochi olimpici invernali
Porto Rico ha partecipato ai XXIV Giochi olimpici invernali, che si sono svolti dal 4 al 20 febbraio 2022 a Pechino in Cina, con due atleti, un uomo e una donna, in due specialità.

## Delegazione
| Sport      | Uomini | Donne | Totale |
| ---------- | ------ | ----- | ------ |
| Sci alpino | 1      | 0     | 1      |
| Skeleton   | 0      | 1     | 1      |
| Totale     | 1      | 1     | 2      |

## Risultati

### Sci alpino
| Atleta           | Evento                   | Tempo     | Tempo     | Tempo   | Posizione |
| Atleta           | Evento                   | 1ª manche | 2ª manche | Totale  | Posizione |
| ---------------- | ------------------------ | --------- | --------- | ------- | --------- |
| William Flaherty | Slalom gigante maschile  | 1'20"16   | 1'21"26   | 2'41"42 | 40º       |
| William Flaherty | Slalom speciale maschile | 1'09"86   | 1'02"57   | 2'12"43 | 44º       |

### Skeleton
| Atleta       | Evento            | 1ª manche | 1ª manche | 2ª manche | 2ª manche | 3ª manche | 3ª manche | 4ª manche       | 4ª manche       | Totale          | Totale          |
| Atleta       | Evento            | Tempo     | Pos.      | Tempo     | Pos.      | Tempo     | Pos.      | Tempo           | Pos.            | Tempo           | Pos.            |
| ------------ | ----------------- | --------- | --------- | --------- | --------- | --------- | --------- | --------------- | --------------- | --------------- | --------------- |
| Kellie Delka | Singolo femminile | 1'04"83   | 24ª       | 1'04"47   | 24ª       | 1'04"55   | 24ª       | Non qualificata | Non qualificata | Non qualificata | Non qualificata |